# هانا بلومستراند
هانا بلومستراند (بالسويدية: Hanna Blomstrand) مواليد 25 أغسطس 1996 في السويد، هي لاعبة كرة يد سويدية تلعب كظهير أيمن. تلعب حاليا مع لوجي إتش إف وتحمل الرقم 7. مثلت منتخب السويد لكرة اليد للسيدات. شاركت في دورة الألعاب الأولمبية الصيفية سنة 2016.

## سجل المنافسة
شاركت في البطولات التالية:
- الألعاب الأولمبية الصيفية 2016
- بطولة أوروبا لكرة اليد للسيدات 2016

## روابط خارجية
- هانا بلومستراند على موقع الاتحاد الأوروبي لكرة اليد (الإنجليزية)
- هانا بلومستراند على موقع اللجنة الأولمبية الدولية (الإنجليزية)
- هانا بلومستراند على موقع أوليمبيديا (الإنجليزية)
- هانا بلومستراند على موقع اللجنة الأولمبية السويدية (السويدية)